# Triumfbue
|  | For begrebet "triumfbue" anvendt i kirkearkitektur, se Korbue. |
En triumfbue er et bygningsværk formet som en monumental port, som regel rejst for at fejre en sejrrig krig. Traditionen går tilbage til Romerriget, og flere antikke triumfbuer står stadig i tidligere og nuværende romerske byer. Af de 22 triumfbuer, som vi kender fra det gamle Rom, står fire i dag.
De romerske triumfbuer var til at begynde med midlertidige, symbolske byporte af tegl eller sten med en buet hvælving og smykket med våben erobret fra fjenden.
Senere blev det rejst mere storslåede buer i marmor med en stor portåbning i midten og ofte to mindre på siderne, dekoreret med søjler, basrelieffer og statuer. I hvælvingen kunne der hænge vingede sejrsguder med kroner i hænderne, som symbolsk skulle sænkes ned på sejrherrernes hoveder når de passerede. Ofte var triumfbuen dekoreret med relieffer, som fortalte om felttoget eller kampen og om sejren. Det var normalt at bruge dele fra ældre monumenter til nye for at understrege kontinuitet.
I det 2. århundrede rejstes buer til minde om andet end krigslykke. Fx triumfbuen i Ancona, som blev rejst for at fejre Trajans udbedring af havnen.
Det er også rejst triumfbuer i det 19. og 20. århundrede – se listen nedenunder. Traditionen lever med at rejse midlertidige triumfbuer i forbindelse med parader og fejringer.

## Liste over triumfbuer

### Algeriet
- Timgad, delvis restaureret.

### Belgien
- Arc de Cinquantenaire/Triomfboog van het Jubelpark, Brussel (rejst 1880-1905)
- Meninporten, Ieper.

### Frankrig
- Carpentras
- Porte Guillaume, Dijon
- Porte d'Aix, Marseilles (1825)
- Porte du Peyrou, Montpellier (1692)
- Nancy: på Place Stanislas
- Porte de Paris, Nevers
- Orange
- Paris:
  - Arc de Triomphe (1806-1836)
  - Arc du Carrousel (1806-1808)
  - Grande Arche, La Défense (1982-1989)
  - Porte Saint-Denis
  - Porte Saint-Martin
- Pontarlier
- Porte de Mars, Reims
- Saint-Rémy-de-Provence
- Germanicusbuen, Saintes

### Grækenland
- Galeriusbuen, Thessaloniki
- Hadrianbuen, Athen

### Irak
- Hands of Victory, Bagdad

### Italien
- Trajanbuen, Ancona (rejst 113)
- Augustusbuen, Aosta
- Trajanbuen, (rejist 114)
- Arco Campano, Capua
- Augustusbuen, Fano
- Lorrainebuen, Firenze, (rejst 1738 – 1759)
- Arco della Pace, Milano, (rejst 1807 – 1838)
- Augustusbuen, Rimini, (rejst 27)
- Rom:
  - Konstantinbuen (rejst 312 – 315)
  - Drususbuen (rejst til ære for Claudius
  - Gallienusbuen
  - Septimius Severus-buen (rejst 203)
  - Titusbuen (rejst 81)
- Susa, (rejst 7 f. Kr.)
- Arco dei Gavi, Verona

### Laos
- Patuxay

### Nordkorea
- Pyongyang

### Kroatien
- Arch of Sergius, Pula, Istrien

### Libyen
- Tiberiusbuen, Leptis Magna, (rejst 35)
- Leptis Magna

### Rumænien
- Arcul de Triumf, Bukarest

### Rusland
- Den Røde Port – Ruslands første triumfbue, der blev revet ned i 1928
- Poklonnaya , Moskva
- Moskvaporten, Sankt Petersborg
- Narvaporten, Sankt Petersborg
- Kosakkbuene, Novotsjerkassk
- Orlovporten, Gattjina

### Spanien
- Arc de Triomf, Barcelona
- Puerta de las Granadas, Granada
- Puerta de Alcalá, Plaza de la Independencia, Madrid

### Storbritannien
- Marble Arch, London
- Wellington Arch, Hyde Park Corner, London

### Syrien
- Septimius Severusbuen, Latakia
- Palmyra

### Tyrkiet
- Anazarbus

### Tyskland
- Brandenburger Tor, Berlin
- Siegestor, München (1843-1850)

### Ukraine
- Katarinabuen, Novgorod-Seversky

### USA
- Soldiers and Sailors Memorial Arch, Grand Army Plaza, Brooklyn
- Monumental Arch, Galveston (1987-1990)
- Washington Square, New York

### Østrig
- Siegestor, Innsbruck